# Orimarga nigroapicalis
Orimarga nigroapicalis är en tvåvingeart som beskrevs av Alexander 1941. Orimarga nigroapicalis ingår i släktet Orimarga och familjen småharkrankar. Inga underarter finns listade i Catalogue of Life.